# Michele Pannonio

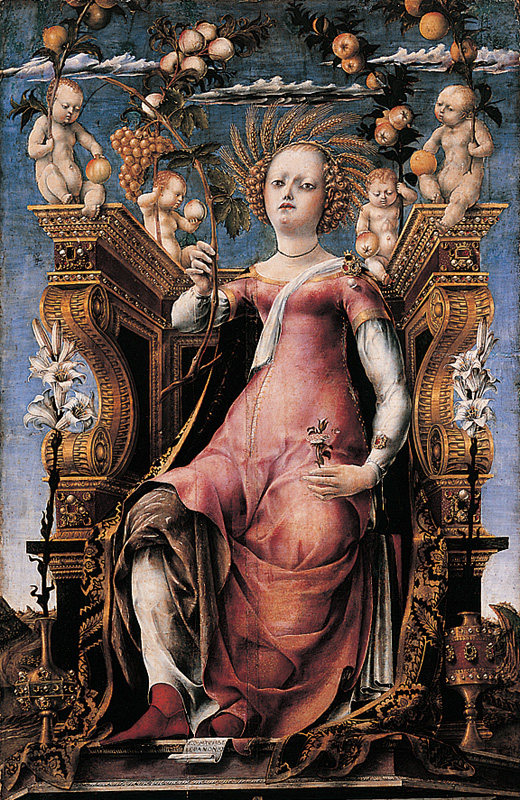
Thalie, musée des beaux-arts de Budapest.

Michele Pannonio (en langue hongroise Pannóniai Mihály), également connu comme Michele Ongaro, Michele di Nicolò d’Ungheria , Michele Ungaro,  Michele Dai Ungheria, né en Hongrie avant 1415 et mort à Ferrare entre avril 1463 et mai 1464, est un peintre hongro-italien qui a été actif à Ferrare, en Italie,.

## Biographie
La date et le lieu de naissance de Michele Pannonio ne sont pas connus. Certaines sources indiquent que son travail à Ferrare peut être documenté de 1415 à 1464,. Il est documenté pour la première fois à Ferrare le 27 novembre 1438 comme témoin d'un acte notarié où il est écrit comme domicilié dans la maison de  Giacomo Sagramoro, peintre du marquis Nicolas III d'Este.
Il est aussi documenté comme étant le peintre de la Muse Thalie pour le Studiolo de Belfiore détruit en 1683. Le panneau est désormais conservé au musée des Beaux-Arts de Budapest. La Pinacoteca Nazionale di Ferrara conserve deux œuvres de Pannonio, un Saint Louis de Toulouse et un Saint Bernardin de Sienne, les deux provenant de l'église Santo Spirito de Ferrare ainsi qu'une Crucifixion.

## Caractéristiques et style
Michele Pannonio montre un style adepte du gothique international qui, aux alentours des années 1450, s’intéresse aux nouveautés de la première Renaissance préconisées par les élèves de Francesco Squarcione actifs à Padoue. Au service de la Maison d'Este, de la commune et du chapitre de la cathédrale, Pannonio a accompli tous les travaux de peinture typiques du peintre de cour, ce qui a fait de lui un des plus importants peintres actifs à Ferrare dans la seconde moitié du XVe siècle.
La possibilité de lui attribuer encore des œuvres existantes se fonde exclusivement sur la comparaison stylistique du panneau représentant la muse Thalie sur lequel est inscrit le nom du peintre  « Ex Michaele Pannonio ».

## Œuvres attribuées
- Thalie, Musée des beaux-arts  Budapest.
- Saint Louis de Toulouse et Saint Bernardin de Sienne, Palazzo dei Diamanti, Ferrare.
- Crucifixion, collection privée.

## Images

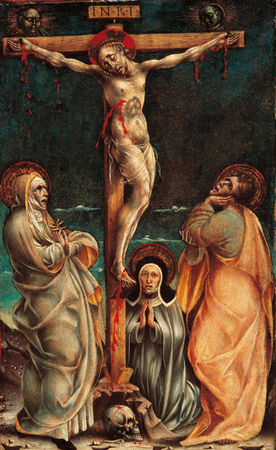
Crucifixion, huile sur panneau 40 × 25 cm, collection privée
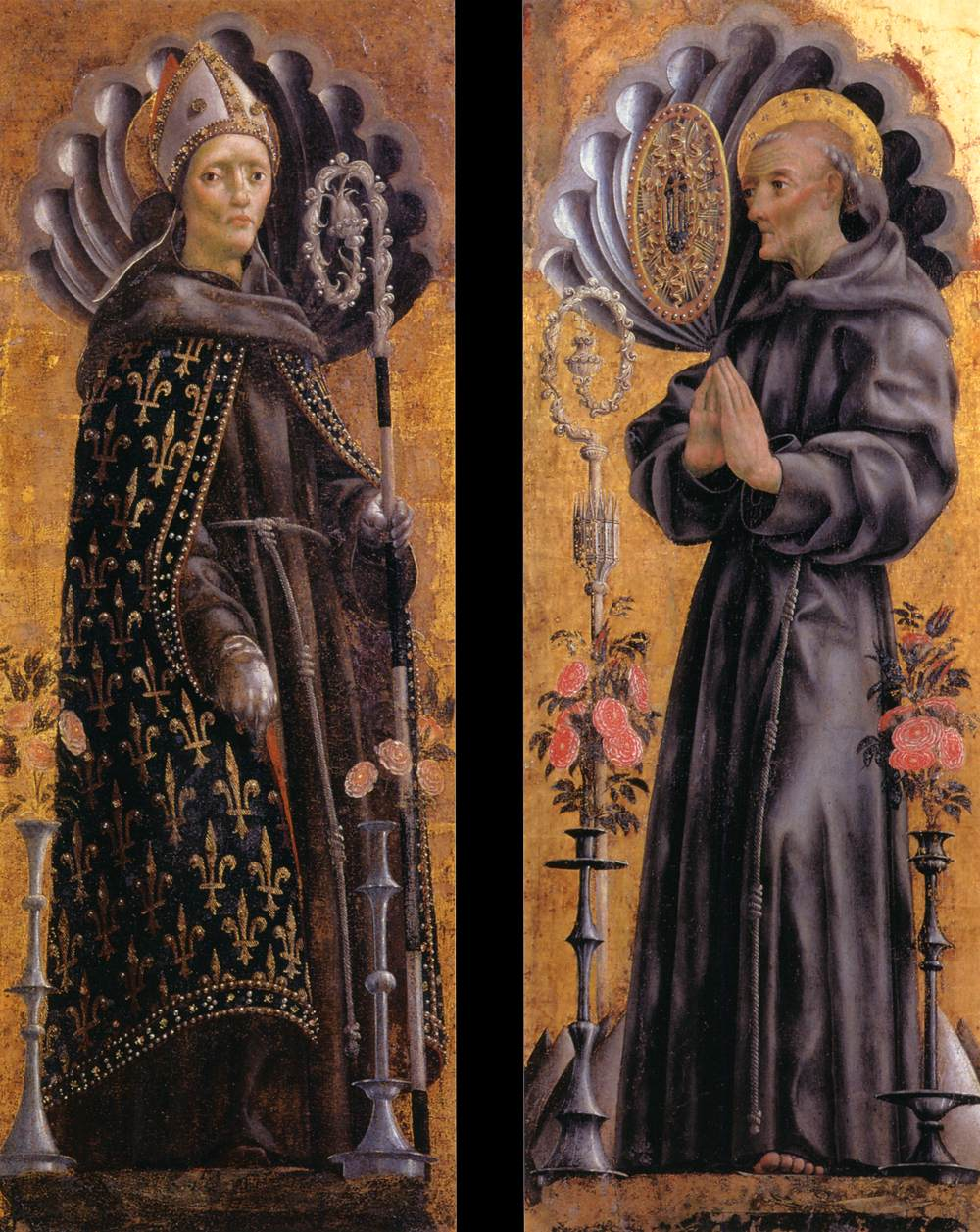
Saint Louis de Toulouse et Saint Bernardin de Sienne,